# Wolsfelder AvD Bergrennen
Das Wolsfelder AvD Bergrennen ist ein Motorsportwettbewerb für Automobile in der Gemeinde Wolsfeld in der Südeifel. Es ist das letzte Bergrennen in Rheinland-Pfalz.

## Austragungsort
Das Rennen wird auf der Nebenstraße vom Ortsausgang Wolsfeld zum Ortsteil Wolsfelderberg veranstaltet. Die Strecke misst 1640 Meter bei einer Breite von rund fünf Metern; die Steigung beträgt 9 Prozent. Sie ist die kürzeste Bergrennstrecke Deutschlands und ermöglicht es so auch Fahrern mit leistungsschwächeren Motoren, durch ihr Können zu punkten.

## Geschichte
Die Gründung des austragenden Vereins geht auf US-amerikanische Autofans von der Airbase Bitburg zurück, die um 1953 illegale Rennen austrugen. Ein Jahr später wurde der Bitburg Sports Car Club gegründet, der sich 1955 in Eifel Motor Sport Club umbenannte. Bei den lokalen Behörden beantragte der Verein Sperrungen der Strecke Wolsfeld–Wolsfelderberg für private Rennen, bevor 1956 im benachbarten Irrel das erste offizielle Bergrennen ausgetragen werden konnte. Seit 1958 findet die Veranstaltung am heutigen Ort stets am Pfingstmontag statt.

## Veranstalter, zugelassene Fahrzeuge und Wertung
Laut Veranstalter wird das Rennen gemäß den FIA/DMSB-Prädikatsbestimmungen, den Pokal-Ausschreibungen, den ADAC-, AvD-, DMV- und ADMV-Bestimmungen gewertet für:
- Deutsche Bergmeisterschaft (Rennwagen)
- Deutsche Bergmeisterschaft (Tourenwagen)
- DMSB Berg-Team-Challenge
- Luxemburger Bergmeisterschaft
- KW Berg-Cup
- Classic-Berg-Cup
- NSU Bergpokal

Dementsprechend sind Autos dieser Klassen für die Teilnahme zugelassen. Durchgeführt wird das Rennen seit 1958 vom Eifel Motor Sport Club.

## Streckenrekorde
Der Rennwagenrekord von 1:00,090 Minuten wurde 2004 von dem Deutschen Herbert Stenger mit einem BMW aufgestellt. Den Tourenwagenrekord hält seit 2019 der Schweizer Ronnie Bratschie im Mitsubishi Evo 8 EGMO mit 1:01,550 Minuten.